# Les Chères
Les Chères é uma comuna francesa na região administrativa de Auvérnia-Ródano-Alpes, no departamento de Ródano. Estende-se por uma área de 5,46 km². Em 2010 a comuna tinha 1 475 habitantes (densidade: 270,1 hab./km²).